# بیل مک‌کیبن
بیل مک‌کیبن یا ویلیام ارنست مک‌کیبن (انگلیسی: Bill McKibben؛ زادهٔ ۸ دسامبر ۱۹۶۰) مؤلف (پدیدآور)، نویسنده و طرفدار محیط زیست اهل ایالات متحده آمریکا است. او یک متخصص محیط زیست و روزنامه‌نگار آمریکایی است که در مورد تأثیر تغییر اقلیم مطالب زیادی نوشته است. او محقق برجسته شومان در کالج میدلبری و رهبر گروه کمپین آب و هوا در سازمان ۳۵۰ است. او دوازده کتاب در مورد محیط زیست نوشته است، از جمله اولین کتاب خود، به نام پایان طبیعت (۱۹۸۹)، در مورد تغییرات آب و هوا و تغییر اقلیم است.
در ۲۰۰۹، او سازمان ۳۵۰ را راه‌اندازی کرد و ۵۲۰۰ تظاهراتی که به‌طور همزمان در ۱۸۱ کشور جهان برگزار شد را رهبری نمود. در ۲۰۱۰، مک‌کیبن سازمان ۳۵۰ و حزب کاری جهانی ۱۰/۱۰/۱۰ را طراحی کرد که بیش از ۷۰۰۰ مناسبت را در ۱۸۸ کشور دربر گرفت، در دسامبر ۲۰۱۰، سازمان ۳۵۰ و یک پروژه هنری در مقیاس جهانی را با به اجرا گذاشتن ۲۰ اثر قابل مشاهده از ماهواره‌ها را هماهنگ نمود. در سال‌های ۲۰۱۱ و ۲۰۱۲ او کمپین زیست‌محیطی را علیه پروژه پیشنهادی خط لوله کی‌استون اکس ال را رهبری کرد و سه روز را در زندان واشینگتن، دی. سی گذراند. دو هفته بعد به بخش ادبیات خط لوله در فرهنگستان هنر و علوم آمریکا معرفی شد.
او در ۲۰۱۳ جایزه صلح گاندی را دریافت کرد. فارین پالیسی او را در فهرست مقدماتی خود نامش را در ۱۰۰ متفکر مهم جهانی در سال ۲۰۰۹ معرفی کرد و ام‌اس‌ان او را یکی از ده‌ها مرد با نفوذ سال ۲۰۰۹ معرفی نمود. در ۲۰۱۰، بوستون گلوب او را «احتمالاً پیشرو محیط زیست کشور» نامید و برایان والش، منتقد مجله تایم او را به عنوان «بهترین روزنامه‌نگار سبز جهان» توصیف کرد. در ۲۰۱۴، به دلیل «بسیج حمایت فزاینده مردمی در ایالات متحده آمریکا و سراسر جهان برای اقدام قوی برای مقابله با تهدید تغییرات آب و هوایی جهانی»، (جایزه زیست صحیح) را دریافت کرد. از بیل مک‌کیبن به‌عنوان وزیر کشور احتمالی آینده یا وزیر انرژی ایالات متحده آمریکا، در صورت انتخاب یک فرد مترقی به عنوان رئیس‌جمهور ایالات متحده نام برده شده است.
وی همچنین برندهٔ جوایزی همچون جایزه سوفی، کمک‌هزینه گوگنهایم، جایزه زیست صحیح، و جایزه صلح گاندی شده است.

## دوران جوانی
مک کیبن در پالو آلتو، کالیفرنیا به دنیا آمد. خانواده او بعداً به حومه بوستون لکسینگتون، ماساچوست نقل مکان کردند، جایی که او در دبیرستان تحصیل کرد. پدرش، در۱۹۷۱ در جریان تظاهراتی که در حمایت از کهنه سربازان ویتنام علیه جنگ دستگیر شد. در ۱۹۸۰ سردبیر بازرگانی روزنامه بوستون گلوب شد، در گزارشی که برای ویکی نیوز تهیه کرده بود نوشت. به عنوان دانش آموز دبیرستانی، مک کیبن برای روزنامه محلی نوشت و در مسابقات مناظره ایالتی شرکت کرد. با ورود به دانشگاه هاروارد در سال ۱۹۷۸، او سردبیر هاروارد کریم سون شد و به عنوان رئیس این روزنامه در۱۹۸۱ انتخاب شد.
در سال ۱۹۸۰، پس از انتخاب رونالد ریگان، او مصمم شد که زندگی خود را وقف آرمان‌های زیست‌محیطی کند.
او که در سال ۱۹۸۲ فارغ‌التحصیل شد، به مدت پنج سال برای نیویورکر به عنوان یک نویسنده در نوشتن بخش عمده ستون صحبت‌های شهر از سال ۱۹۸۲ تا اوایل سال ۱۹۸۷ کار کرد. او با دیوید ادلشتاین، منتقد فیلم، آپارتمان مشترکی داشت و آرامش را در انجیل یافت. از ماتیو. او مدافع مقاومت غیر خشونت‌آمیز شد. در حالی که داستانی دربارهٔ بی خانمان‌ها تهیه کرده بود در خیابان‌ها زندگی می‌کرد. در آنجا با همسرش سو هالپرن که به عنوان یک مدافع بی خانمان کار می‌کرد آشنا شد. در سال ۱۹۸۷، مک کیبن بعد از اینکه ویلیام شاون، سردبیر قدیمی از کار خود کناره‌گیری کرد، از نیویورکر استعفا داد. او و خانواده‌اش مدت کوتاهی پس از آن به نقطه‌ای دورافتاده در جنوب شرقی کوه‌های ادیراندک در شمال نیویورک نقل مکان کردند، جایی که به‌عنوان یک نویسنده مستقل شروع به کار کرد.

## نویسندگی

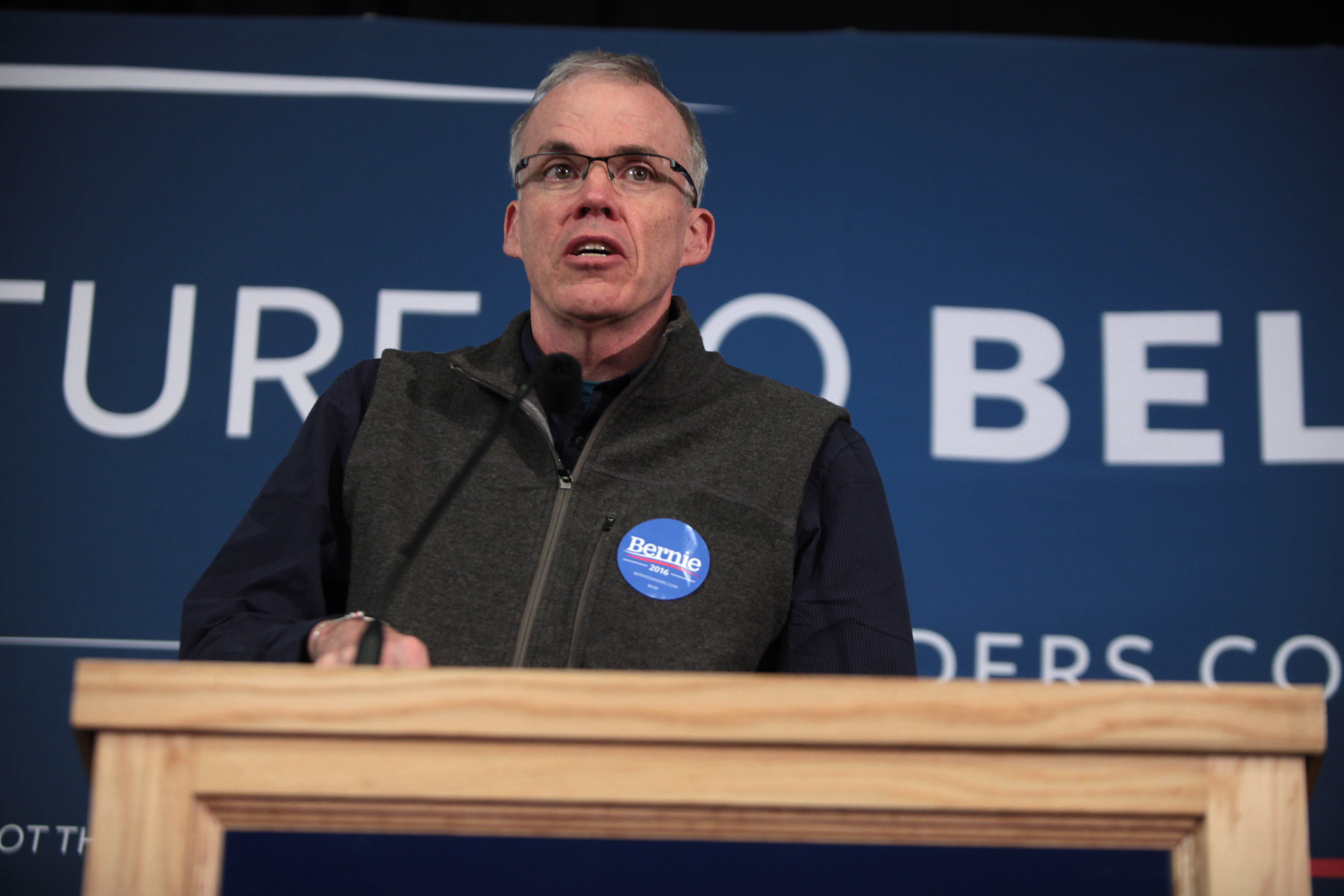
سخنرانی مک کیبن در گردهمایی کمپین انتخاباتی برنی سندرز در دانشگاه نیوهمپشر در ژانویه ۲۰۱۶.

مک‌کیبن کار نویسندگی خود را تقریباً از آتش‌سوزی ۱۹۸۸ و تابستان داغ آن سال آغاز کرد که تغییرات آب و هوایی و گرمایش‌زمین را مطرح نمود، در این زمینه شهادت جیمز هانسن در استماع کمیته انرژی و منابع طبیعی سنای ایالات متحده ایراد شد، این موضوع در ژوئن همان سال وارد دستور کار سنا گردید. اولین مشارکت او در دسامبر ۱۹۸۸ در یک مناظره بود که اطلاعات و فهرست مختصری در مورد تغییرات اقلیمی منتشر شده در نیویورک ریویو از کتاب «آیا جهان داغ تر می‌شود؟» را مطرح کرد.
او یکی از همکاران دائمی نشریات مختلف از جمله نیویورک تایمز، آتلانتیک، هارپرز ویکلی، اوریون، مادر جونز، چشم‌انداز آمریکایی، نیویورک ریویو آف بوکز، گرانتا، نشنال جئوگرافیک، رولینگ استون، ادباستر می‌باشد. او همچنین یکی از اعضای هیئت مدیره و همکار گریست است.
اولین کتاب هارپرز، بنام پایان طبیعت، در ۱۹۸۹ توسط انتشارات رندوم هاوس به‌دنبال پخش سریالی در نیویورکر منتشر شد. این کتاب که توسط ری مورفی از بوستون گلوب با عنوان «جرمیاد عادل» توصیف شد، نظرات انتقادی بسیاری را برانگیخت. پس از آن برای بسیاری از مردم مسئله تغییر آب و هوا به یک موضوع عمده تبدیل شد؛ و الهام بخش بسیاری از نوشته‌ها و انتشارات سایرین شد. این کتاب به بیش از ۲۰ زبان چاپ شده است و چندین نسخه از آن در ایالات متحده آمریکا منتشر شده است، از جمله نسخه به روزشده در ۲۰۰۶.
در ۱۹۹۲ عصر اطلاعات گمشده منتشر گردید. این گزارش آزمایشی بود که در آن مک‌کیبن هر چیزی را که به ۱۰۰ کانال تلویزیون کابلی در سیستم فایرفاکس، ویرجینیا (که در آن زمان جزو بزرگ‌ترین شبکه‌های کشور بود) ارتباط داشت، طی یک روز جمع‌آوری کرد. او همچنین یک سال را صرف تماشای ۲۴۰۰ ساعت برنامه کرد. این کتاب بعداً به‌طور گسترده در کالج‌ها و دبیرستان‌ها مورد استفاده قرار گرفته است و در ۲۰۰۶ تجدید چاپ شد.
کتاب‌های بعدی مک‌کیبن عبارتند: از امید، انسان و وحشی، دربارهٔ کوریتیبا، برزیل، و کرالا، هند و به مردمی اختصاص دارد که به روش بدوی بر روی زمین زندگی می‌کنند.
کتاب‌خانه سرگردان دربارهٔ یک سفر طولانی پیاده‌روی مک‌کیبن در کوه‌های شرق دریاچه شامپلین در ریپتون، ورمونت و بازگشت به محله دیرینه اش آدیرونداکس می‌باشد. کتاب اقتصاد عمیق او: ثروت جوامع و آینده بادوام که در مارس ۲۰۰۷ منتشر شد، یکی از پرفروش‌ترین کتاب‌های وی بود. در این کتاب به آنچه که او کاستی‌های رشد اقتصادی است می‌پردازد.
در پاییز ۲۰۰۷، او به همراه سایر اعضای تیم‌اش کتاب خود را به فعالانی که سعی در سازماندهی جوامع محلی دارند، با عنوان اکنون با گرمایش جهانی مبارزه کنید منتشر کرد. در ۲۰۰۸ کتاب «بیل مک کیبن ریدر: قطعاتی از یک زندگی فعال» را منتشر کرد، مجموعه‌ای از مقاله‌های حرفه‌ای او همچنین در ۲۰۰۸ منتشر گردید، کتابخانه آمریکا «زمین آمریکایی» را در ۲۰۰۸منتشر کرد، که مجموعه‌ای از نوشته‌های زیست‌محیطی آمریکایی از زمان ثورو توسط مک‌کیبن بود. در ۲۰۱۰ او یکی دیگر از پرفروش‌ترین کتاب‌های ملی خود به نام: «زمین: ساختن زندگی در یک سیاره جدید سخت» را منتشر کرد که شرحی از شروع سریع تغییرات اقلیمی است. این کتاب در ساینتیفیک امریکن برگزیده شد.
در ۱۹ آوریل ۲۰۱۹، مک کیبن فالتر: آیا بازی انسانی شروع به بازی کردن خود کرده است را منتشر کرد که نگرانی‌های فزاینده‌ای در مورد تغییرات آب و هوایی، نحوه مشارکت برادران کخ در افزایش انتشار کربن توسط شرکت‌های نفتی و نگرانی‌های مک کیبن را شرح می‌دهد.
برخی از کارهای او بسیار محبوب بوده است، از جمله مقاله ای در رولینگ استون در ژوئیه ۲۰۱۲ که بیش از ۱۲۵۰۰۰ لایک در فیس بوک، ۱۴۰۰۰ توییت و ۵۰۰۰ پیام دریافت کرد.

## کمپین‌های زیست‌محیطی

### حرکت گام به گام

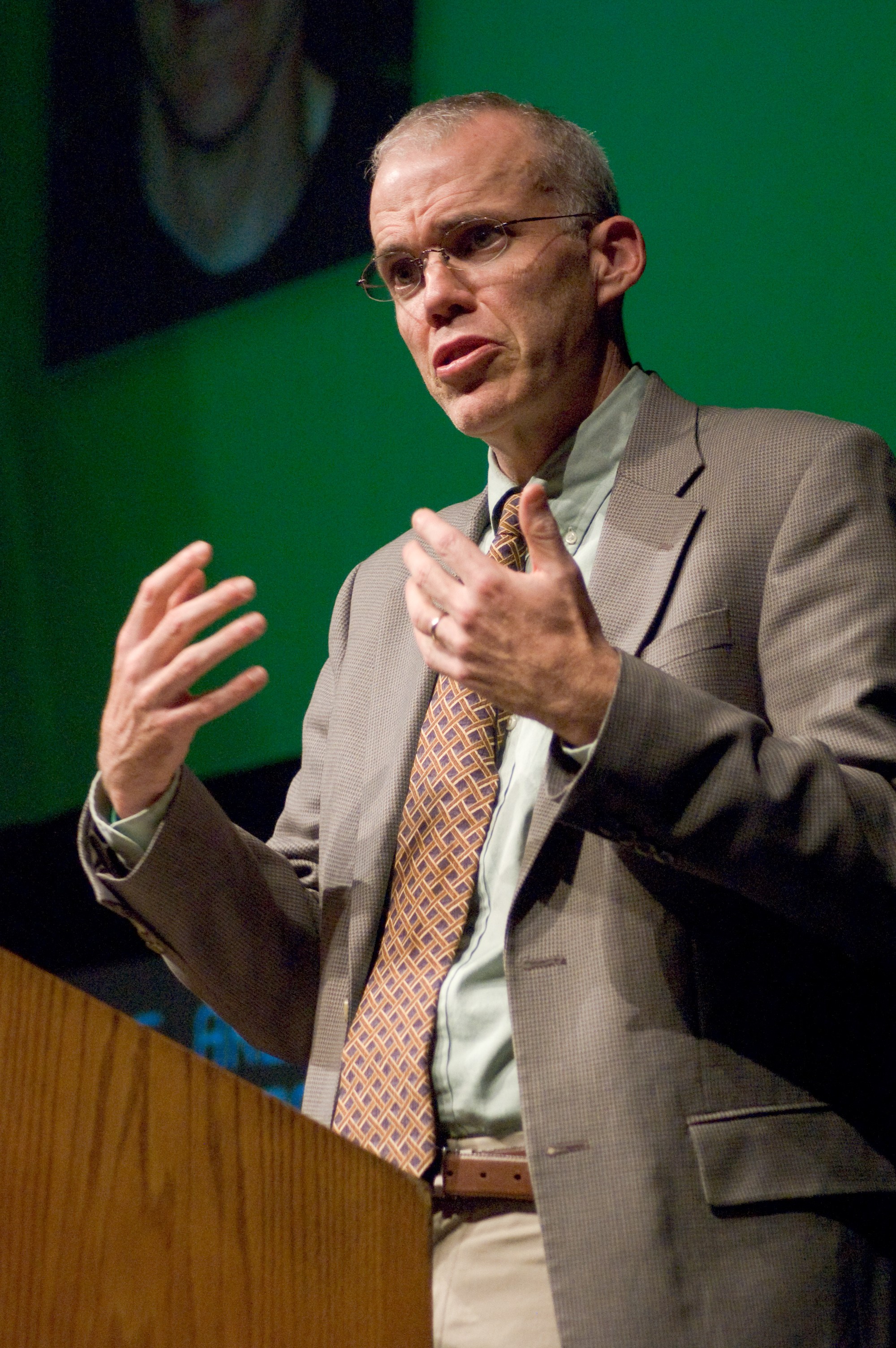
مک کیبن در حال سخنرانی در موسسه فناوری راچستر، ۶ نوامبر ۲۰۰۸

حرکت گام به گام در ۲۰۰۷ یک کمپین زیست‌محیطی سراسری بود که توسط مک کیبن که در مورد گرمایش زمین فراخوان داد و توسط کنگره ایالات متحده کمپین آغاز شد.
در اواخر تابستان ۲۰۰۶، او در یک پیاده‌روی پنج روزه در سراسر ورمونت شرکت کرده و کمک نمود تا در مورد گرمایش زمین اقدامی انجام گیرد. از ژانویه ۲۰۰۷، او گام به گام ۲۰۰۷ را تأسیس کرد، کیبن تجمعاتی را در صدها شهر و شهرک آمریکایی در ۱۴ آوریل ۲۰۰۷ ترتیب داد و خواستار شد تا از کنگره بخواهند تا ۲۰۵۰ به میزان ۸۰ درصد انتشار کربن را محدود کنند. این کمپین به سرعت مورد حمایت گسترده قرار گرفت. طیف گسترده‌ای از گروه‌های محیطی، دانشجویی و مذهبی.
در اوت ۲۰۰۷ مک کیبن اعلام کرد که گام به گام ۲ در ۳ نوامبر ۲۰۰۷ آغاز می‌شود. علاوه بر شعار ۸۰ درصدی تا سال ۲۰۵۰ از کمپین اول، شعار دوم «۱۰ درصد [کاهش انتشارات] در سه سال را اضافه کرد، مهلت قانونی گذاشت تا نیروگاه‌های جدید بدون سوخت زغال‌سنگ کار کنند.

### سازمان ۳۵۰
در پی دستاوردهای کمپین زیست‌محیطی «گام به گام» همان تیم در مارس ۲۰۰۸ یک کمپین جدید به نام سازمان ۳۵۰ اعلام کرد. تلاش برای سازماندهی این کمپین با هدف تغییر زیست‌محیطی در کل کره زمین در برنامه‌اش بود و اطلاعات خود را بر مبنای ادعای دانشمند آب و هوا، جیمز ای. هانسن در اوایل زمستان آن سال تکمیل کردند، مبنی بر اینکه غلظت اتمسفر فضای دی‌اکسید کربن (CO2) در ابعاد میلیونی ناامن است. بنابر این مطرح کردند اگر بشریت بخواهد سیاره ای شبیه به سیاره ای که تمدن در آن توسعه یافته و زندگی روی زمین با آن سازگار شده است را حفظ کنند، شواهد اقلیمی دیرینه و تغییرات اقلیمی جاری نشان می‌دهد که CO2 باید از ppm ۳۸۵ فعلی خود به حداکثر ۳۵۰ ppm کاهش یابد. احتمالاً کمتر از آن.
سازمان ۳۵۰ که دفاتر و سازمان‌دهندگانی در آمریکای شمالی، اروپا، آسیا، آفریقا و آمریکای جنوبی دارد، تلاش می‌کند تا قبل از برگزاری نشست‌های بین‌المللی آب و هوا در دسامبر ۲۰۰۹ که در کپنهاگ برگزار می‌شود، این تعداد ۳۵۰ را گسترش دهد. این اعلام بازتاب گسترده‌ای در رسانه‌ها داشت. در ۲۴ اکتبر ۲۰۰۹، بیش از ۵۲۰۰ تظاهرات در ۱۸۱ کشور هماهنگ شد و به دلیل استفاده خلاقانه از ابزارهای اینترنتی، این اقدامات مورد ستایش گسترده قرار گرفت و وب سایت کریتیکال مس اعلام کرد که این یکی از قوی‌ترین نمونه‌های بهینه‌سازی رسانه‌های اجتماعی در جهان به‌شمار می‌رود. مجله فارین پالیسی آن را «بزرگ‌ترین گردهمایی هماهنگ جهانی از هر نوع» نامید.
متعاقباً، سازمان به کار خود با گروه کاری جهانی در ۱۰/۱۰/۱۰ (۱۰ اکتبر ۲۰۱۰) ادامه داد.

### کی استون ۴۰
مک‌کیبن یکی از طرفداران محیط زیست است که مخالف پروژه پیشنهادی خط لوله کی استون ۴۰ کانادا-ایالات متحده آمریکا است.

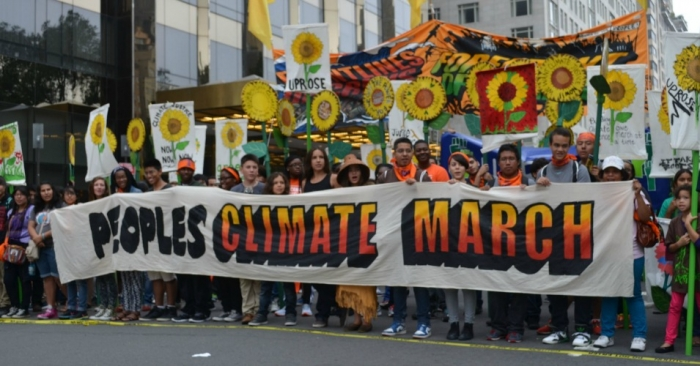
راهپیمایی مردمی محیط زیست ۲۰۱۴.

### راهپیمایی مردمی زیست‌محیطی
در ۲۱ مه ۲۰۱۴، مک کیبن مقاله‌ای در وب سایت مجله رولینگ استون (که بعداً در شماره چاپی مجله در ۵ ژوئن منتشر شد) با عنوان «یک فراخوان به اسلحه» منتشر کرد، که خوانندگان را به یک راهپیمایی بزرگ محیط زیست دعوت کرد. بعدها به عنوان راهپیمایی مردمی زیست‌محیطی نامگذاری شد)، در آخر هفته ۲۰ تا ۲۱ سپتامبر راهپیمایی «بزرگ‌ترین تظاهرات عزم بشر در مواجهه با تغییرات زیست‌محیطی» به عنوان بخشی از یک جنبش مردمی ارائه گردید.
روز یکشنبه، ۵ ژوئیه ۲۰۱۵، مک کیبن راهپیمایی محیط زیست مشابهی را در تورنتو، انتاریو، با حمایت افراد مشهور مختلف رهبری کرد.

### سیاست انتخاباتی
مک کیبن در طول مبارزات انتخاباتی مقدماتی کاندیداهای ریاست جمهوری حزب دموکرات، ۲۰۱۶ به عنوان جانشین سیاسی سناتور برنی سندرز از ایالت ورمانت خدمت کرد. سندرز او را به کمیته‌ای منصوب کرد که مسئول نوشتن برنامه حزب دموکرات برای ۲۰۱۶ بود. پس از شکست سندرز از هیلاری کلینتون، مک کیبن از او حمایت کرد و در اولین رویداد مشترک آنها در پورتسموث، نیوهمپشایر سخنرانی کرد. ساندرز از مک کیبن به عنوان یکی از اعضای بالقوه کابینه آینده در صورت پیروزی خود در انتخابات ریاست‌جمهوری ایالات متحده آمریکا (۲۰۱۶) یاد کرده بود.

### نکات کلیدی
در ۲۰۲۰، مک کیبن یک سخنرانی کلیدی در چشم‌انداز ۲۰۲۰ ایراد کرد: «که یافتن امید در اقدام‌های اقلیمی بود».